# فرودگاه بین‌المللی دمشق
فرودگاه بین‌المللی دمشق (به انگلیسی: Damascus International Airport) یک فرودگاه نظامی و غیرنظامی مسافربری با کد یاتا DAM است که یک باند فرود آسفالت دارد و طول باند آن ۳۶۰۰ متر است. این فرودگاه در حاشیه جنوبی شهر دمشق و در فاصله ۲۱ کیلومتری با مرکز شهر قرار دارد و در ارتفاع ۶۱۶ متری از سطح دریا واقع شده‌است.
فرودگاه دمشق از طریق جاده‌ای به طول ۲۱ کیلومتر به شهر دمشق وصل می‌شود

## شرکت‌های هواپیمایی و مقصدهای پروزای
| شرکت‌های هواپیمایی  | مقصدهای پروازی |
| ------------------ | --- |
| الناصر ایرلاینز    | فرودگاه بین‌المللی بغداد، فرودگاه بین‌المللی بصره، فرودگاه بین‌المللی اربیل، فرودگاه بین‌المللی نجف، فرودگاه بین‌المللی سلیمانیه |
| هواپیمایی کاسپین   | فرودگاه بین‌المللی امام خمینی |
| شام وینگز ایرلاینز | فرودگاه بین‌المللی شرم‌الشیخ، فرودگاه بین‌المللی بغداد، فرودگاه بین‌المللی اصفهان، فرودگاه بین‌المللی مسقط، فرودگاه بین‌المللی نجف، فرودگاه بین‌المللی رفیق حریری بیروت، فرودگاه بین‌المللی ملک عبدالعزیز، فرودگاه بین‌المللی دوبی، فرودگاه بین‌المللی کویت، فرودگاه بین‌المللی آتاترک، فرودگاه بین‌المللی باسل الاسد، فرودگاه قامشلی، فرودگاه بین‌المللی امام خمینی                 |
| FlyDamas           | فرودگاه بین‌المللی ملکه علیا، فرودگاه بین‌المللی بغداد، فرودگاه بین‌المللی رفیق حریری بیروت، فرودگاه بین‌المللی ملک عبدالعزیز، فرودگاه بین‌المللی کویت، فرودگاه بین‌المللی نجف، فرودگاه بین‌المللی ملک خالد |
| ایران ایر          | فرودگاه بین‌المللی امام خمینی، فرودگاه بین‌المللی آیت‌الله هاشمی رفسنجانی کرمان |
| هواپیمایی آسمان    | فرودگاه بین‌المللی مهرآباد |
| کیندا ایرلاینز     | فرودگاه بین‌المللی کویت، فرودگاه بین‌المللی قاهره، فرودگاه بین‌المللی اسکندریه (مصر)، فرودگاه بین‌المللی ملک فهد، فرودگاه بین‌المللی ملک خالد، فرودگاه بین‌المللی ملک عبدالعزیز، فرودگاه بین‌المللی ابوظبی، فرودگاه بین‌المللی بغداد، فرودگاه بین‌المللی دوبی، فرودگاه بین‌المللی شارجه، فرودگاه بین‌المللی رفیق حریری بیروت، فرودگاه بین‌المللی ملکه علیا                          |
| کیش ایر            | فرودگاه بین‌المللی مهرآباد، فرودگاه بین‌المللی کیش |
| هواپیمایی سوریه    | فرودگاه بین‌المللی ابوظبی، فرودگاه هواری بومدین، فرودگاه بین‌المللی ملکه علیا، فرودگاه بین‌المللی بغداد، فرودگاه بین‌المللی بحرین، فرودگاه بین‌المللی قاهره، فرودگاه بین‌المللی حمد، فرودگاه بین‌المللی دوبی، فرودگاه بین‌المللی ملک عبدالعزیز، فرودگاه بین‌المللی خرطوم، فرودگاه بین‌المللی کویت، فرودگاه بین‌المللی ونوکووا، فرودگاه بین‌المللی ملک خالد، فرودگاه بین‌المللی شارجه |

## شرکت‌های هواپیمایی و مقصدهای پروازی

### مسافری
| شرکت‌های هواپیمایی  | مقصدهای پروازی |
| ------------------ | --- |
| شام وینگز ایرلاینز | قامشلی، بغداد، رفیق حریری بیروت، دوبی، آتاترک، کویت، مسقط، نجف، امام خمینی، زوارتنوتس                                      |
| FlyDamas           | قامشلی، بغداد، بصره، خرطوم، نجف                                                                                            |
| ایران ایر          | امام خمینی |
| هواپیمایی ماهان    | امام خمینی |
| هواپیمایی سوریه    | ابوظبی، الجزیره، امان، بغداد، بحرین، قاهره، دوحه، دبی، خارطوم، کویت، لاذقیه، ونوکووا، نجف، قامشلی، شارجه چارتر: بیروت، جده |

### باری
| شرکت‌های هواپیمایی      | مقصدهای پروازی       |
| ---------------------- | -------------------- |
| هواپیمایی فارس ایر قشم | امام خمینی           |
| هواپیمایی سوریه        | حلب، قامشلی، مهرآباد |